# Estadio Renato Dall'Ara
El Estadio Renato Dall'Ara es un estadio mundialista de fútbol, situado en la ciudad de Bolonia, capital de la región de Emilia-Romaña en Italia. Sirve de sede habitual al Bologna Football Club.

## Historia
El estadio del Bologna Football Club tiene una historia que comienza el 12 de enero de 1925, cuando con la presencia de Su Majestad el rey Víctor Manuel III, se pone la primera piedra del edificio. El Estadio del Littoriale fue ideado por Leandro Arpinati, vicesecretario general del Partido Nacional Fascista y entonces alcalde de Bolonia.
El 29 de octubre de 1926, Arpinati pudo fijar la fecha del final del trabajo, alrededor de un año después de la colocación de la primera piedra. Dos días después, la mañana del 31 de octubre de 1926, ante todas las autoridades de la ciudad, el estadio del Littoriale fue inaugurado por Benito Mussolini, que entró en el gran estadio boloñés en su caballo. La jornada, organizada meticulosamente por Leandro Arpinati, se caracterizó por un intento de asesinato del Duce, en el cual perdió la vida el joven Anteo Zamboni.
El 29 de mayo de 1927, ante una multitud récord de 60 000 espectadores apiñados en todas partes, el Littoriale tuvo su bautismo deportivo: con la presencia del Rey de Italia, el Infante Don Alfonso de España, el Cardenal Nasalli Rocca, ministros y autoridades, se enfrentaron, arbitrados por Stanley Rous, futuro presidente de la FIFA en los años sesenta, los equipos nacionales de Italia y España.
El domingo siguiente, 6 de junio de 1927, también el Bolonia, abandonando el viejo y querido Sterlino, se trasladó al nuevo estadio. El comienzo fue favorable, venciendo a los rivales genoveses por 0-1 con gol de Giuseppe Martelli.
Su capacidad era de 50 100 asientos y las paredes hechas con el ladrillo rojo típico y ventanas de arco, que lo convierten en un atractivo edificio.
Por último, el escenario estaba relacionado con el pórtico más largo del mundo, el Pórtico de San Luca, que data del siglo XVIII.
El estadio Littoriale era un campo de nivel internacional, uno de los más grandes y modernos, y así en 1934 fue elegido para la fase final del Campeonato del Mundo, y sigue siendo uno de los mejores campos italianos, aunque cambió su nombre a Stadio Comunale, al final de la guerra.
El último y definitivo cambio de nombre se hizo en 1983: Estadio Renato Dall'Ara, en memoria del amado presidente Renato Dall'Ara, que dirigió al Bolonia desde 1934 hasta 1964, 30 años en los que se las arreglaron para ganar 5 campeonatos, el último en 1964. El gran Presidente, sin embargo, no pudo disfrutar del título, murió sólo tres días antes del gran desafío con el Inter.
El estadio fue completamente renovado para la Copa Mundial de 1990. Se introdujeron nuevas salidas de emergencia, se reconstruyó la pista de atletismo, y se añadieron nuevos asientos levantando la vieja estructura. Por último se construyó un nuevo techo para la tribuna, se limpiron las fachadas, se revisó la iluminación y se instaló un nuevo marcador.
La capacidad actual es de 38 279 asientos. La curva Norte se llama "Giacomo Bulgarelli" y es el lugar de los ultras del Bologna Football Club (la curva se llamaba "Andrea Costa" hasta el 17 de mayo de 2009 cuando fue nombrado en honor al gran Giacomo Bulgarelli, jugador y capitán del FC Bolonia de 1959 a 1975), en la curva Sur se reserva una parte para los seguidores visitantes.
En 1995, el estadio también recibió un partido de rugby entre Italia y los All Blacks de Nueva Zelanda.

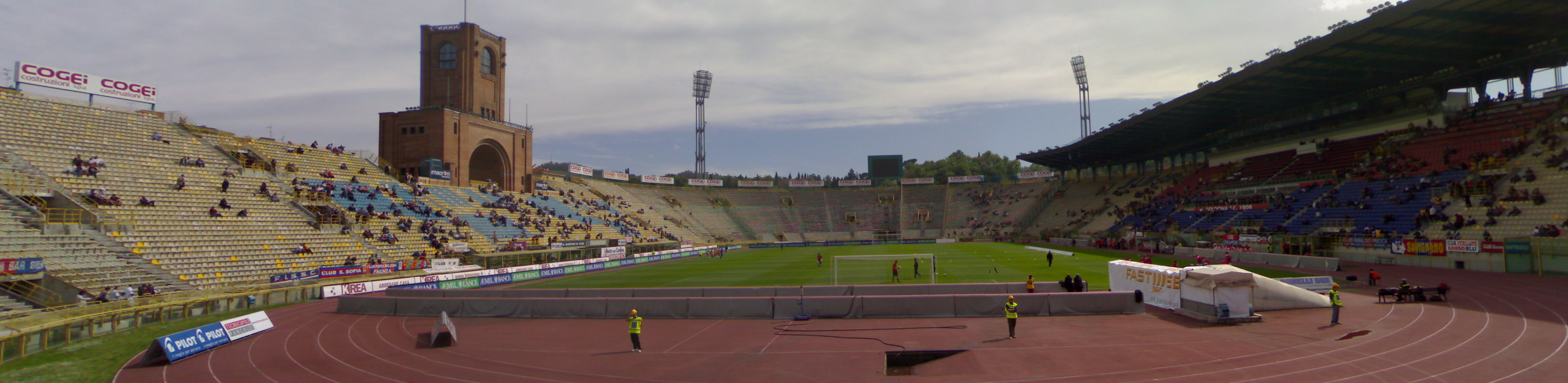

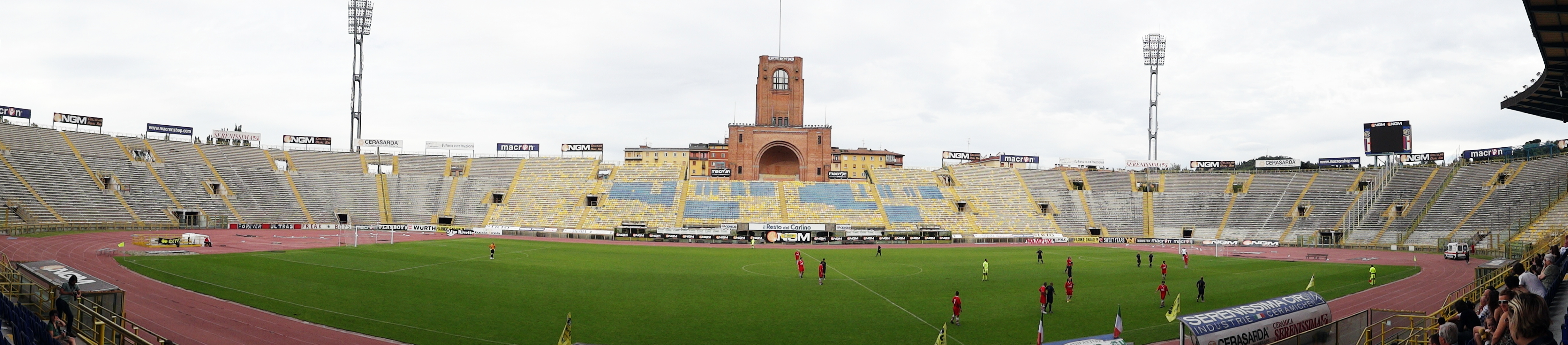
Imágenes panorámica del estadio.

### Partidos del Mundial de 1934 disputados en el Stadio del Littoriale
En el entonces llamado Stadio del Littoriale se jugó un partido de la primera ronda (Suecia v/s Argentina) y un partido de los cuartos de final (Austria v/s Hungría)
| 27 de mayo de 1934 | Suecia                      | 3:2 (1:1) | Argentina             | Stadio del Littoriale, Bolonia                                    |                                                                   |
|                    | Joansson 33', 67' Kroon 80' |           | Belis 16' Galateo 49' | Asistencia: 14.000 espectadores Árbitro(s): Erwin Braun (Austria) | Asistencia: 14.000 espectadores Árbitro(s): Erwin Braun (Austria) |

| 31 de mayo de 1934 | Austria                 | 2:1 (1:0) | Hungría    | Stadio del Littoriale, Bolonia                                        |                                                                       |
|                    | Horvath 27' Zischek 71' |           | Sarosi 80' | Asistencia: 23.000 espectadores Árbitro(s): Francesco Mattea (Italia) | Asistencia: 23.000 espectadores Árbitro(s): Francesco Mattea (Italia) |

Otros eventos deportivos disputados en el Estadio Renato Dall'Ara
Atletismo
- 1949 - Campeonatos italianos
- 1990 - Golden Gala (18 de julio)
- 1992 - Campeonatos italianos (23 de junio)

Boxeo
- 21 de julio de 1956 - Franco Cavicchi (ITA) vs. Heinz Neuhaus (GER) Cavicchi se convirtió en el campeón de los pesos pesados ante 60 000 personas.

Ciclismo
- 1948 - Llegada de la 13.ª etapa (Florencia - Bolonia) de la 31.ª edición del Giro de Italia. El vencedor de la etapa fue Bruno Pasquini.

Conciertos
En el Estadio Renato Dall'Ara han actuado numerosos artistas de fama internacional.
- 1973 - Elton John (14 de abril)
- 1979 - Patty Smith (9 de septiembre)
- 1980 - Lou Reed (13 de enero)
- 1980 - Renato Zero (3 de julio)
- 1992 - Elton John con Eric Clapton - The One Tour (6 de julio)
- 1993 - Vasco Rossi - Gli Spari Sopra Tour (19 de junio)
- 1993 - U2 - Zooropa Tour (17 - 18 de julio)
- 1998 - Eros Ramazzotti - The Best of Tour (24 de junio)
- 1999 - Vasco Rossi - Rewind Tour (30 de junio)
- 1999 - R.E.M. (11 de julio)
- 2004 - Vasco Rossi - Buoni o Cattivi Tour (9 de junio)
- 2006 - Ligabue - Nome e cognome tour 2006 (8 de junio)
- 2007 - Vasco Rossi - Vasco Live 2007 (15 de septiembre)
- 2008 - Vasco Rossi - Vasco.08 Live in concert (19 - 20 de septiembre)
- 2010 - Luciano Ligabue - Stadi 2010 (4 de septiembre)